# Јарото I
Јарото I (рус. Яррото 1-е) је језеро у Русији. Налази се на територији Тјумењске области. Површина језера износи 247 km².